# Simning vid världsmästerskapen i simsport 2022 – Herrarnas 4 × 100 meter frisim
Herrarnas 4 × 100 meter frisim vid världsmästerskapen i simsport 2022 avgjordes den 18 juni 2022 i Donau Arena i Budapest i Ungern.
Guldet togs av USA:s kapplag på tiden 3.09,34, silvret togs av Australien på tiden 3.10,80 och bronset togs av Italien på tiden 3.10,95.

## Rekord
Inför tävlingens start fanns följande världs- och mästerskapsrekord:
|                   | Nation | Tid     | Ort               | Datum           |
| ----------------- | ------ | ------- | ----------------- | --------------- |
| Världsrekord      | USA    | 3.08,24 | Peking, Kina      | 11 augusti 2008 |
| Mästerskapsrekord | USA    | 3.09,06 | Gwangju, Sydkorea | 21 juli 2019    |

## Resultat

### Försöksheat
Försöksheaten startade klockan 11:29.
| Placering | Heat | Bana | Nation         | Simmare | Tid     | Noteringar |
| --------- | ---- | ---- | -------------- | --- | ------- | ---------- |
| 1         | 2    | 4    | USA            | Hunter Armstrong (48,34) Ryan Held (47,13) Justin Ress (47,57) Brooks Curry (47,76)                                     | 3.10,80 | 0Q0        |
| 2         | 2    | 5    | Australien     | William Yang (48,63) Matthew Temple (48,40) Jack Cartwright (47,83) Kyle Chalmers (47,11)                               | 3.11,97 | 0Q0        |
| 3         | 2    | 3    | Ungern         | Szebasztián Szabó (48,61) Kristóf Milák (47,36) Richárd Bohus (48,71) Nándor Németh (47,70)                             | 3.12,38 | 0Q0        |
| 4         | 1    | 3    | Storbritannien | Lewis Burras (48,69) James Guy (48,29) Matt Richards (47,99) Jacob Whittle (47,58)                                      | 3.12,55 | 0Q0        |
| 5         | 1    | 5    | Kanada         | Ruslan Gaziev (48,78) Yuri Kisil (48,75) Javier Acevedo (48,27) Joshua Liendo (47,28)                                   | 3.13,08 | 0Q0        |
| 6         | 1    | 4    | Italien        | Alessandro Miressi (48,32) Thomas Ceccon (49,00) Lorenzo Zazzeri (47,95) Manuel Frigo (47,86)                           | 3.13,13 | 0Q0        |
| 7         | 2    | 6    | Brasilien      | Gabriel Santos (49,04) Marcelo Chierighini (48,07) Felipe Souza (48,74) Vinicius Assunção (47,91)                       | 3.13,76 | 0Q0        |
| 8         | 2    | 2    | Serbien        | Velimir Stjepanović (48,98) Uroš Nikolić (48,93) Andrej Barna (47,25) Nikola Aćin (49,10)                               | 3.14,26 | 0Q0        |
| 9         | 2    | 7    | Israel         | Tomer Frankel (49,08) Gal Cohen Groumi (48,28) Denis Loktev (48,86) Meiron Cheruti (49,13)                              | 3.15,35 |            |
| 10        | 2    | 8    | Kina           | Yang Jintong (49,39) Hou Yujie (50,07) Hong Jinquan (48,28) Pan Zhanle (47,65)                                          | 3.15,39 |            |
| 11        | 1    | 2    | Sverige        | Björn Seeliger (49,06) Isak Eliasson (48,46) Robin Hanson (48,45) Elias Persson (49,49)                                 | 3.15,46 |            |
| 12        | 1    | 8    | Sydkorea       | Hwang Sun-woo (48,07) Lee Yoo-yeon (49,09) Kim Ji-hun (49,23) Kim Min-joon (49,29)                                      | 3.15,68 |            |
| 13        | 1    | 6    | Grekland       | Odysseus Meladinis (49,34) Stergios Bilas (48,87) Evangelos Makrygiannis (49,88) Dimitrios Markos (49,74)               | 3.17,83 |            |
| 14        | 1    | 0    | Singapore      | Quah Zheng Wen (49,25) Jonathan Tan (49,08) Mikkel Lee (49,99) Darren Chua (50,44)                                      | 3.18,76 |            |
| 15        | 1    | 7    | Egypten        | Youssef Ramadan (48,90) Marwan Elkamash (50,08) Abdelrahman Sameh (50,88) Mohamed Samy (49,60)                          | 3.19,46 |            |
| 16        | 1    | 1    | Thailand       | Dulyawat Kaewsriyong (50,67) Tonnam Kanteemool (51,95) Ratthawit Thammananthachote (53,19) Navaphat Wongcharoen (51,04) | 3.26,85 |            |
| 17        | 2    | 1    | Vietnam        | Trần Hưng Nguyên (51,85) Hồ Nguyễn Duy Khoa (53,47) Hoàng Quý Phước (50,56) Nguyễn Hữu Kim Sơn (52,32)                  | 3.28,20 |            |
| —         | 2    | 0    | Hongkong       | Nicholas Lim (52,08) Ian Ho Lau Shiu Yue Cheuk Ming Ho                                                                  | DSQ     | DSQ        |

### Final
Finalen startade klockan 19:36.
| Placering | Bana | Nation         | Simmare                                                                                           | Tid     | Noteringar |
| --------- | ---- | -------------- | ------------------------------------------------------------------------------------------------- | ------- | ---------- |
| 1         | 4    | USA            | Caeleb Dressel (47,67) Ryan Held (46,99) Justin Ress (47,48) Brooks Curry (47,20)                 | 3.09,34 |            |
| 2         | 5    | Australien     | William Yang (48,41) Matthew Temple (48,17) Jack Cartwright (47,62) Kyle Chalmers (46,60)         | 3.10,80 |            |
| 3         | 7    | Italien        | Alessandro Miressi (48,38) Thomas Ceccon (47,57) Lorenzo Zazzeri (47,35) Manuel Frigo (47,65)     | 3.10,95 |            |
| 4         | 6    | Storbritannien | Lewis Burras (48,09) Jacob Whittle (47,91) Matt Richards (48,19) Tom Dean (46,95)                 | 3.11,14 | 0NR0       |
| 5         | 3    | Ungern         | Nándor Németh (47,97) Szebasztián Szabó (47,37) Richárd Bohus (49,01) Kristóf Milák (46,89)       | 3.11,24 |            |
| 6         | 2    | Kanada         | Joshua Liendo (47,87) Ruslan Gaziev (48,02) Javier Acevedo (47,97) Yuri Kisil (48,13)             | 3.11,99 |            |
| 7         | 1    | Brasilien      | Gabriel Santos (48,63) Marcelo Chierighini (47,77) Felipe Souza (48,18) Vinicius Assunção (47,63) | 3.12,21 |            |
| 8         | 8    | Serbien        | Velimir Stjepanović (48,99) Andrej Barna (47,06) Uroš Nikolić (48,65) Nikola Aćin (49,13)         | 3.13,83 |            |